# Данилов Михайло Вікторович (актор)
Михайло Вікторович Данилов (нар. 29 квітня 1937, Ленінград, Російська РФСР, СРСР — пом. 5 жовтня 1994, Бостон, США) — радянський і російський актор театру і кіно, заслужений артист РРФСР (1988).

## Біографія
У 1965 році закінчив Ленінградський державний інститут театру, музики та кінематографії. Працював у Ленінградському театрі драми імені Пушкіна.
З 1966 — актор ленінградського Великого драматичного театру. Творча біографія Михайла Данилова пов'язана з Георгієм Товстоноговим та ВДТ. На цій сцені він зіграв десятки маленьких ролей, створив «точні стилістичні постаті».
Помер після важкої та тривалої хвороби 5 жовтня 1994 року у Бостоні. Урна з прахом похована в Санкт-Петербурзі на Велькоохтинському цвинтарі.

## Творчість

### Ролі у театрі

#### Великий драматичний театр
- 1972 — «Ревізор» (за однойменною п'єсою Миколи Гоголя; режисер Георгій Товстоногов) — Бобчинський
- «Провінційні анекдоти» (за п'єсою Олександра Вампілова; режисер Олександр Товстоногов) — Калошин; оформлення вистави
- 1973 — «Мольєр» (за п'єсою Михайла Булгакова «Кабала святош»; режисер Сергій Юрський) — Лагранж
- 1974 — «Три мішки бур'янів» за Володимиром Тендряковим; режисер Георгій Товстоногов) — Митрофан
- 1974 — «Енергічні люди» (за однойменною п'єсою Василя Шукшина; режисер Георгій Товстоногов) — Лисий
- 1975 — «Історія коня» (за повістю Лева Толстого «Полотномір»; постановка Георгія Товстоногова, режисер Марк Розовський, вірші Юрія Ряшенцева) — Конюший
- 1978 — «Піквікський клуб» (за романом Чарльза Діккенса, режисер Георгій Товстоногов) — адвокат

### Фільмографія
- 1971 — До запитання (телеспектакль ЛенТВ, режисер А. Бєлінський) — Яків Михайлович
- 1972 — Будинок на Фонтанці
- 1974 / 1981 — Агонія — князь Михайло Андроніков
- 1974 — Ще раз про Шерлока Холмса — доктор Ватсон
- 1975 — На все життя — доктор Подружжя
- 1976 — Звичайна Арктика
- 1977 — Майже кумедна історія — Лазаренко
- 1977 — Людина-невидимка — Бантінг
- 1978 — Расмус-бродяга — Ліандер
- 1978 — Остання альтернатива (телеспектакль)] — Квемот
- 1979 — Осіння історія — Віктор Іванович Лисцов
- 1979 — Повернемося восени — Богуславський Сергій
- 1980 — Мій тато — ідеаліст
- 1981 — Мегре і людина на лаві — Мегре
- 1981 — Не було б щастя... — солідний
- 1981 — Всім — спасибі! — Леоніде Аркадійовичу
- 1982 — Не чекали, не гадали! — ветеринар
- 1982 — Професія — слідчий — Борис Євгенович
- 1982 — Інспектор Лосєв — Григорій Семенович Пирожков
- 1982 — Крадіжка — Ретланд
- 1982 — Продавець птахів — Вепс
- 1983 — Не було б щастя... — Петя, «Солідний»
- 1983 — Останній аргумент королів — Кларк
- 1983 — Серед сірого каміння — урядник
- 1984 — Капітан Фракас — Тиран
- 1985 — Проста смерть … — Оповідач
- 1985 — Співучасть у вбивстві — Альберт Фогг
- 1985 — Казкова подорож містера Більбо Беггінса, Хобіта — Більбо Беггінс
- 1986 — Мій ніжно коханий детектив — містер Грін
- 1986 — Прорив — Марчук
- 1986 — Шлях до себе — дядько Мишко
- 1986 — Тихе слідство — завідувач паливної бази Кривощапов
- 1987 — Ось така історія … — Микола Петрович Путінцев
- 1987 — Життя Клима Самгіна — Катін
- 1987 — Дружина керосинника — офіцер
- 1988 — Ці... три вірні карти... — Чекалинський
- 1988 — Гнів батька (короткометражний)
- 1988 — Острів іржавого генерала — режисер
- 1989 — Візит пані — перукар
- 1989 — Процес
- 1990 — Чорна троянда — емблема печалі, червона троянда — емблема кохання — тесть Володимира
- 1990 — Анекдоти — Ротшильд
- 1990 — Чернов / Chernov — Деян
- 1991 — Курка — Федір
- 1994 — Майстер і Маргарита — Михайло Олександрович Берліоз

### Ролі у радіовиставах
- «Гонорар сто тисяч» (за романом Рекса Стаута «Дзвінок у двері») — Ніро Вульф
- «Космічні компаньйони» (за творами Роберта Шеклі) — Арнольд